# Гагаузен
Гагаузен (нім. Hahausen) — громада в Німеччині, розташована в землі Нижня Саксонія. Входить до складу району Гослар. Складова частина об'єднання громад Луттер-ам-Баренберге.
Площа — 9,65 км2. Населення становить Невірний параметр metadata 03 153 006 ос. (станом на 31 грудня 2021).